# Wes Archer
Wesley Meyer Archer, detto Wes (Houston, 26 novembre 1961), è un animatore e regista statunitense.

## Carriera
È stato uno dei tre animatori originali (insieme a David Silverman e Bill Kopp) ne I Simpson e nei cortometraggi di Tracey Ullman e ha diretto alcuni episodi de I Simpson (molti dei quali insieme a John Swartzwelder) prima di diventare regista supervisore di King of the Hill. Alcuni anni dopo lasciò King of the Hill per dirigere Futurama, prima di tornare un'altra volta in King of the Hill. Wes ha continuato a supervisionare la regia di King of the Hill fino all'ultima stagione. Ha lavorato come direttore consulente per l'ultima stagione di King of the Hill, quando è diventato regista supervisore della seria animata The Goode Family. Il film d'animazione Jac Mac and Rad Boy, Go! è stato realizzato ai tempi del college da Archer ed è stato per lungo tempo un classico di culto dopo essere stato ripetutamente trasmesso durante la serie televisiva Night Flight di USA Network. Ha studiato nel programma di animazione sperimentale e film grafici della CalArts. Attualmente sta lavorando come supervisore di Rick and Morty.
Un personaggio con le sembianze di Archer compare nell'episodio Una clessidra da sballo di King of the Hill.

## Filmografia

### Regista
- Jac Mac & Rad Boy Go!, regia di Wesley Archer (1985)
- Good Night, regia di Wesley Archer e Bill Kopp (1987)
- I Simpson - serie animata, 37 episodi (1990-1996)
- King of the Hill - serie animata, 6 episodi (1997-2003)
- What a Cartoon! - serie animata, 1 episodio (2002)
- Futurama - serie animata, 2 episodi (2003)
- Me, Eloise! - serie animata, 2 episodi (2006)
- The Goode Family - serie animata, 1 episodio (2009)
- Allen Gregory - serie animata, 1 episodio (2011)
- Bob's Burgers - serie animata, 2 episodi (2011-2013)
- Rick and Morty - serie animata, 3 episodi (2015)
- Animals - serie animata, 4 episodi (2016)
- Power Moves, regia di Wesley Archer (2016)
- Disincanto - serie animata, 2 episodi (2018)

## Premi e riconoscimenti
Primetime Emmy Awards
- 1998 - Nomination per il miglior programma animato di durata inferiore a un'ora per King of the Hill
- 1999 - Miglior programma animato di durata inferiore a un'ora per King of the Hill
- 2008 - Nomination per il miglior programma animato di durata inferiore a un'ora per King of the Hill
- 2018 - Miglior programma animato per Rick and Morty